# سبلاتون 2
سبلاتون 2 (بالإنجليزية: Splatoon 2)‏ هي لعبة فيديو تصويب منظور الشخص الثالث، والعنوان التابع للعبة 2015 سبلاتون. صدرت اللعبة في الأسواق شهر يوليو 2017، والتي تعمل حصرياً على منصة نينتندو سويتش.